# Martha (Durango)
Martha es una localidad del estado mexicano de Durango. Es parte del municipio de Mapimí.

## Demografía
| Gráfica de evolución demográfica |
|                                  |

| Censo | Población |
| ----- | --------- |
| 1930  | 263       |
| 1940  | 502       |
| 1950  | 613       |
| 1960  | 781       |
| 1970  | 577       |
| 1980  | 817       |
| 1990  | 991       |
| 2000  | 823       |
| 2010  | 970       |
| 2020  | 1 062     |